# Paraminabea rubeusa
Paraminabea rubeusa is een zachte koraalsoort uit de familie Alcyoniidae. De koraalsoort komt uit het geslacht Paraminabea. Paraminabea rubeusa werd in 2010 voor het eerst wetenschappelijk beschreven door Benayahu & Fabricius. 